# La Redención
Redención es un paso procesional tallado por Mariano Benlliure para la Cofradía de Jesús Nazareno de Zamora.

## Historia
Mariano Benlliure comenzó a tallarlo en 1926, a petición de la Cofradía de Jesús Nazareno (vulgo: Congregación), estrenándose en la madrugada del Viernes Santo de la Semana Santa de 1931. Su finalidad era sustituir al paso insignia de la Cofradía, Jesús Camino del Calvario, conocido popularmente como Cinco de Copas.
Fue denominado por el escultor "Jesús Redentor Camino del Gólgota", aunque una vez concluida la obra quedó con el nombre de "Redención" .
Benlliure talló igualmente la mesa, nombre dado en Zamora a las andas procesionales (discípulos suyos pudieron terminarla), reflejando en ella las obras de Misericordia, y las Virtudes en la parte delantera. A la mesa se le añadieron banzos exteriores para poder llevarla a hombros, y que sólo permaneció en el año del estreno, ya que el paso no llegó al templo de salida debido al excesivo peso, y a partir de aquel año (1931) sale a ruedas.
El importe total del grupo, con tres figuras, Jesús, el Cirineo y la Magdalena a sus pies, y la mesa fue de 35.000 pesetas.
El grupo se encuentra hasta 2022 en el Museo de Semana Santa hasta su derivación, expuesto al público al igual que la mayoría de los grupos escultóricos de la Semana Santa zamorana. Ahora se puede observar a "Redención" en la Catedral del Salvador de Zamora, junto a otros pasos de la Semana Santa de Zamora como "la Lanzada".
En 2025, salió por primera vez cargado a hombres. Para esto, se le tuvo que cambiar de mesa a una más grande.
- Datos: Q5965043